# Björn Lindblom (språkforskare)
Björn Erland Fredrik Lindblom, född 1934, är en svensk språkforskare och professor emeritus vid institutionen för lingvistik vid Stockholms universitet.
Han blev 1965 ledare för avdelningen för fonetik vid Stockholms universitets nybildade Institution för lingvistik, som bildats genom sammanslagningar, och disputerade 1968 på en avhandling om igenkänning av vokalljud. Han fick 1973 en rådsprofessur i talfysiologi och talperception.
Björn Lindblom var professor i lingvistik vid University of Texas i Austin, Förenta staterna 1988-1994. Han har medarbetat i Nationalencyklopedin.